# Homepak
Homepak è una suite di software di produttività pubblicata nel 1984 da Russ Wetmore di Batteries Included per gli home computer della famiglia Atari 8-bit e per il Commodore 64.
La suite combina assieme un modulo word processor chiamato Hometext, un modulo database chiamato Homefind e un modulo di comunicazione chiamato Hometerm.
Il programma è stato sviluppato in linguaggio Action! e ne fu prodotta una versione per Commodore 128.